# Halominniza aegyptiaca
Espèce
Synonymes
- Olpium aegyptiacum Ellingsen, 1910
- Olpium aegyptiacum litorale Beier, 1963

Halominniza aegyptiaca est une espèce de pseudoscorpions de la famille des Olpiidae.

## Distribution
Cette espèce en Égypte, en Israël et en Jordanie.

## Description
L'holotype mesure 3,4 mm

## Liste des sous-espèces
Selon Pseudoscorpions of the World (version 3.0) :
- Halominniza aegyptiaca aegyptiaca (Ellingsen, 1910) d'Égypte
- Halominniza aegyptiaca litoralis (Beier, 1963) d'Israël et de Jordanie

## Systématique et taxinomie
Cette espèce a été décrite sous le protonyme Olpium aegyptiacum par  Ellingsen en 1910. Elle est placée dans le genre Halominniza par Mahnert en 1975.

## Étymologie
Son nom d'espèce lui a été donné en référence au lieu de sa découverte, l'Égypte.

## Publications originales
- Ellingsen, 1910 : Die Pseudoskorpione des Berliner Museums. Mitteilung aus dem Zoologischen Museum in Berlin, vol. 4, p. 357-423 (texte intégral).
- Beier, 1963 : Die Pseudoscorpioniden-Fauna Israels und einiger Angrenzender Gebiete. Israel Journal of Entomology, vol. 12, p. 183-212.